# 聽析

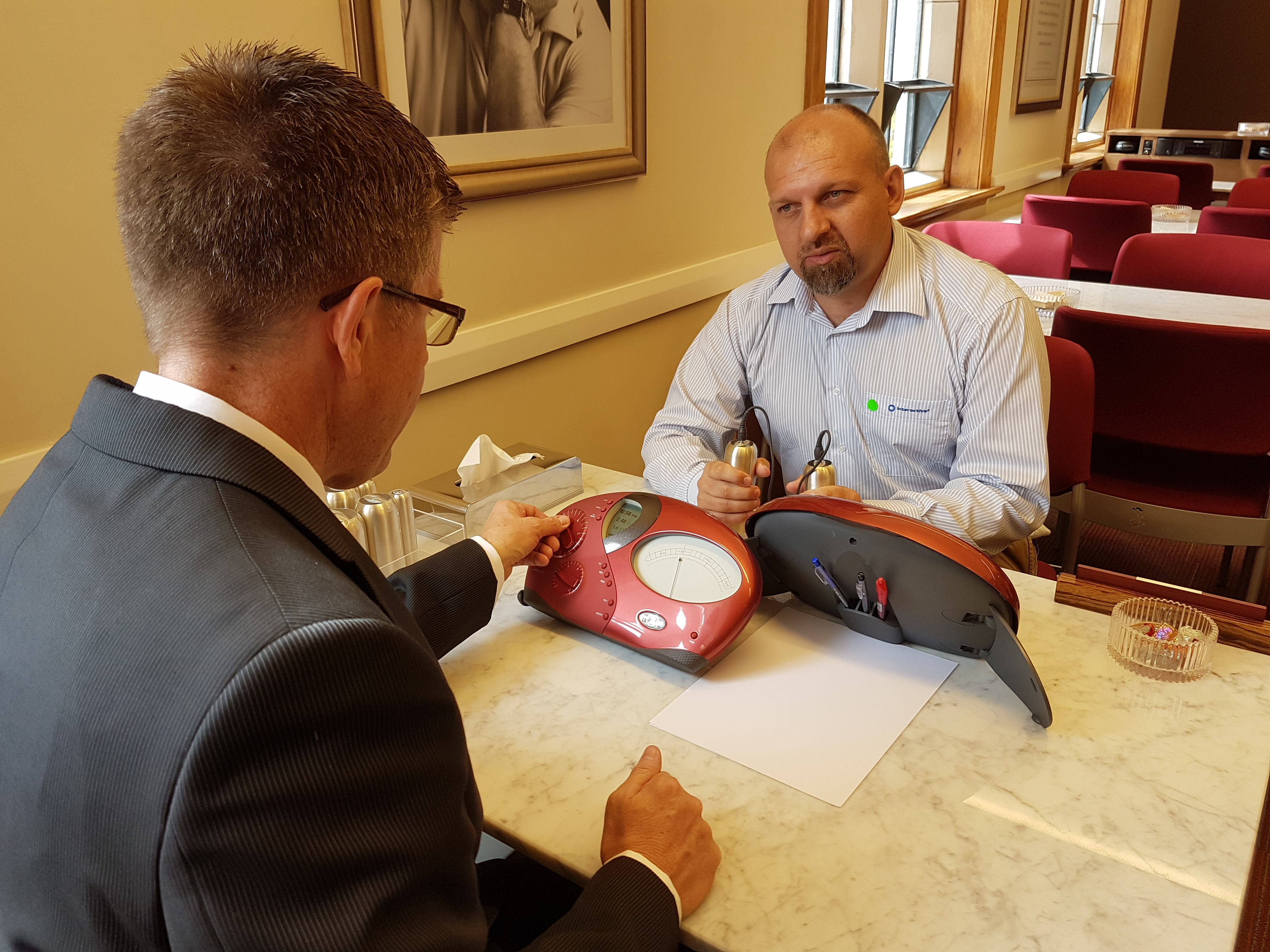
聽析演示圖，左側穿西裝者為聽析員，右側為被聽析者，或所謂「待清新者」

聽析（英語：Auditing，本意為「審計」），也稱為程序（英語：processing），是新興宗教山達基的核心實踐活動。 山達基教徒認為聽析可以提高一個人的能力，減少或消除他們的「精神官能症」，是提高精神覺察力的唯一路徑。山達基教徒在聽析過程中需要被人問到有關過去事件的問題，同時手持兩個錫製電極罐。這些錫罐連接到帶有刻度盤的電阻計量儀器，即一個稱爲「電儀表」的檢流計。「聽析」一詞是山達基創始人L·羅恩·賀伯特在他1950年出版的《戴尼提：現代心靈健康科學》一書中創造的，書中描述了這一過程:28。儘管官方聲稱與催眠完全相反，實際上聽析過程中采用的正是催眠技術：讓人進入深度放鬆狀態，提高集中力，喚醒特殊經歷，最終旨在讓受試者產生依賴性和服從性。
聽析過程涉及一系列成系統的的重複式提問。完成一個程序可能需要幾個問題，而幾個程序加在一起就是一個程式；在幾個程式完成後，山達基教徒就可被聽析員認為在通往完全自由之橋上又邁進了另一個層次。山達基教徒相信，完成「橋」上的所有級別將使他回到本元的精神狀態，從而擺脫物質宇宙的束縛。
聽析所需要的電子設備被稱為電儀表，是聽析中不可或缺的一部分，賀伯特提出了許多未經證實的健康益處聲明。美國食品藥物管理局因此起訴賀伯特無證行醫。 自1971年以來，山達基教現在在其書籍和出版物中發布免責聲明，宣稱電儀表「本身沒有任何作用」並且只專門用於宗教目的，而不是用於心理或身體健康。

## 宗教字彙
L·羅恩·賀伯特在創立山達基時，多給予英文字彙完全不同的涵義以至於字彙幾近成為一門山達基教語言:10，因此官方在轉譯為中文時用詞也得藉用中文字詞或創立新字彙。以下字彙與聽析有關。
聽析 Auditing兩人共同協助使得一人增進靈性的能力并且擺脫任何精神上的缺陷。:28-9
聽析員 Auditor一位受過特訓的可以通過技術來幫助別人聼析的山達基教徒，他需要按照流程清單來執行上面的指令，提出問題。:31
待清新者 Preclear，縮寫為PC一位透過聽析員參與聽析過程的人。在回答聽析員問題的過程中，逐漸達到清新狀態。:295,306 不過，賀伯特之後在清新狀態之上又創造了更高階的運作中的希坦，所以即使已經超越了清新狀態，還可以繼續聽析並繼續作爲待清新者。
個案 Case待清新者的一個不滿情緒的集合，聽析用來消除的目標。:60 待清新者的個案水平即她在通往完全自由之橋上的階段。
期間 Session一次聽析，數分鐘至數小時之久。:31
程序 Process聽析中的特別一步。它包括重複詢問待清新者相同的問題（指令 Command），直至對那個問題沒有不滿。一次聽析期間内會有許多程序。:316-7
程式 Rundown用來處理一個個案角度的一系列設計好的程序，比如溝通、問題、或者快樂。完成一個程式需要數個聽析。:364
正果 End phenomenon ，縮寫為EP聽析員在程序、期間、程式過程中找到的結束信號。一個程序的正果為待清新者意識到事情並開心，同時電儀表有一些移動。一個期間的正果為數個程序已完成，待清新者對此非常開心從而可以停止。一個程式的正果較特別，包括所有問題已被提問，待清新者有某種程度的體驗（比如他們感覺可以和任何人自由討論任何事情）。:139